# Salt River, Kanada
Salt River är ett vattendrag i Kanada.   Det ligger i Alberta och Northwest Territories, i den centrala delen av landet, 2 900 km nordväst om huvudstaden Ottawa.
I omgivningarna runt Salt River växer i huvudsak blandskog. Trakten runt Salt River är nära nog obefolkad, med mindre än två invånare per kvadratkilometer.